# Roberto Lasagna (critico cinematografico)
Roberto Lasagna (Alessandria, 1967) è un critico cinematografico e saggista italiano.

## Biografia
Saggista, psicologo e critico cinematografico, Roberto Lasagna è uno scrittore italiano, autore e curatore di oltre quaranta libri. Ha contribuito allo studio dell’opera di Stanley Kubrick con quattro saggi: I film di Stanley Kubrick (con Saverio Zumbo, 1997); Il mondo di Kubrick. Cinema, estetica, filosofia (2015); 2001: Odissea nello spazio di Stanley Kubrick (2018); Stanley Kubrick. Visioni e ossessioni (2023).
Dal 2019 al 2024 ha condiviso con Giorgio Simonelli la direzione artistica del Festival Adelio Ferrero - Cinema e Critica.
È tra i principali promotori del Premio Adelio Ferrero, dedicato alla critica cinematografica, istituito nel 1978 da Lorenzo Pellizzari in ricordo della figura e dell'opera del critico e studioso Adelio Ferrero; dal 2013 è stato il presidente del Circolo del Cinema Adelio Ferrero di Alessandria.
Dopo la breve esperienza della rivista "Visionario", sul finire degli anni Ottanta, nel 1997 Roberto Lasagna è tra i fondatori, con Davide D'Alto e Saverio Zumbo, delle Edizioni Falsopiano, che si afferma come una delle principali case editrici indipendenti in campo cinematografico (www.falsopiano.com), contribuendo allo studio e alla divulgazione del cinema e della critica attraverso un intenso e continuamente rinnovato programma di pubblicazioni.
Dal 1998 ha iniziato una lunga collaborazione con la rivista di cinema Duel, poi Duellanti, continuando a dedicarsi alla saggistica e alla divulgazione culturale; alcuni suoi interventi sono apparsi su "Carte di Cinema", "Cineforum", "Nocturno", "Cinecritica", "SegnoCinema", "Diari di Cineclub", "Sentieri Selvaggi".
Laureato in psicologia, in filosofia e in economia, Roberto Lasagna ha scritto una storia del cinema della Disney, pubblicata in due edizioni, nel 2001 e nel 2011, e un saggio sui rapporti tra cinema e psicologia del lavoro, Da Chaplin a Loach.
Roberto Lasagna è redattore di "InsideTheshow.it", testata giornalistica di cinema e comunicazione. 
È autore del libro di psicologia La paura mangia l'anima. Guida al benessere psicologico (Sensoinverso Edizioni, 2024).

### Libri di argomento cinematografico
- Il cinema americano degli anni novanta, Genova, 1996.
- I film di Stanley Kubrick, con Saverio Zumbo, Falsopiano, 1997, ISBN 88-87011-05-2.
- America perduta. I film di Michael Cimino, con Massimo Benvegnù, Falsopiano, 1998, ISBN 88-87011-15-X.
- Martin Scorsese, Gremese, 1998 ISBN 887742-216-5.
- Al Pacino, Gremese, 2000, ISBN 978-8877424273.
- Russ Meyer. Una macchina da presa tra le gambe dell’american dream, con Massimo Benvegnù, Castelvecchi, 2000, ISBN 978-8882101121.
- Walt Disney e il cinema, 2001, ISBN 88-87011-37-0.
- Martin Scorsese, Gremese, 2003, ISBN 978-8884402523.
- Lars von Trier, Gremese, 2003, ISBN 88-7301-543-3.
- I film di Steven Spielberg, Falsopiano, 2006, ISBN 88-87011-98-2.
- Walt Disney. Una storia del cinema, Falsopiano, 2011, ISBN 978-8889782330.
- Il mondo di Kubrick. Cinema, estetica, filosofia, Mimesis, 2014, ISBN 978-88-5752-626-3.
- Cinema e spettri del Terzo Reich, Associazione Culturale Il Foglio, 2015, 978-8876065408.
- Stanley Kubrick. 2001: Odissea nello spazio, Gremese, 2018, ISBN 978-88-8440-996-6.
- Anestesia di solitudini. Il cinema di Yorgos Lanthimos, con Benedetta Pallavidino, Mimesis, 2019, ISBN 978-88-5755-721-2, ISSN 2420-9570 (WC · ACNP).
- Kill Bill 1 & 2 di Quentin Tarantino, Gremese, 2020, ISBN 978-88-6692-060-1.
- Jerry e Robin. Pensare divertente, con Anton Giulio Mancino, Falsopiano, 2020, ISBN 978-88-9304-204-8.
- Vivere e morire a Santiago. Introduzione al nuovo cinema cileno, Bietti, 2021, ISBN 978-88-8248-470-5.
- Nanni Moretti. Il cinema come cura, Mimesis, 2021, ISBN 978-88-5757-520-9.
- Dario Argento. Le tenebre del mondo, Weird Book, 2021, ISBN 978-88-31373-54-8.
- Steven Spielberg. Tutto il grande cinema, Weird Book, 2022, ISBN 978-88-31373-73-9.
- David Cronenberg. Estetica delle mutazioni, con Rudy Salvagnini, Massimo Benvegnù e Benedetta Pallavidino, Weird Book, 2022, ISBN 978-88-31373-76-0.
- Tenebre. Sotto gli occhi dell'assassino (con Antonio Tentori), Shatter, 2022, ISBN 978-8894570793.
- Scream. Guida alla saga teen slasher di culto (con Nico Parente e Ilaria Lando), Shatter, 2023.
- Stanley Kubrick. Visioni e ossessioni, Weirdbook, 2023, ISBN 979-12-81603-02-8
- Ken Loach. Il cinema come lotta e testimonianza (con Giorgio Barberis), Edizioni Falsopiano, 2024
- Massimo Troisi. Quando c'e' l'amore..., Mimesis, 2025, ISBN 979-12-2231-450-1.
- Clint Eastwood. Una storia del cinema, Weird Book, 2025.

### Curatele
- Non riconciliati. Spunti per una critica non colonizzata (AA VV), Edizioni Tracce, 1992.
- Wenders story. Il cinema, il mito, con Giuseppe Gariazzo e Saverio Zumbo, Falsopiano, 1998, ISBN 9788887011074.
- La congiura degli hitchcockiani, con Davide D'Alto e Saverio Zumbo, Falsopiano, 2004, ISBN 88-87011-71-0.
- "La resistenza e il cinema" (con Davide D'Alto), Quaderno di Storia Contemporanea n. 57, Edizioni Falsopiano-ISRAL.
- Essere Vincent Price, Falsopiano, 2016, ISBN 978-8893040617.
- Help! Il cinema di Richard Lester, con Anton Giulio Mancino e Fabio Zanello, Il Foglio Letterario, 2017, ISBN 9788876066306.
- Wes Craven. Dal profondo della notte (con Rudy Salvagnini), Weirdbook, 2022.
- Corea Shock. Il nuovo cinema horror della Corea del Sud, Profondo rosso, 2023.
- Peter Lorre. Il sorriso del male, Profondo rosso, 2024.
- Pietro Germi. Un maledetto imbroglio, Profondo rosso, 2024.
- Marco Bellocchio. Il pubblico e il privato, Il Foglio Letterario, 2024.
- Halloween. Guida alla saga horror da John Carpenter a David Gordon Green, Shatter, 2025.

### Libri di psicologia
- Da Chaplin a Loach. Scenari e prospettive della psicologia del lavoro attraverso il cinema, Mimesis, 2019, ISBN 978-88-5755-378-8.
- La paura mangia l'anima. Guida al benessere psicologico. Orientamento esistenziale, ricerca della serenità, disturbi alimentari, Sensoinverso Edizioni, 2024.

### Libri di poesie
- Silenzio accidentato, Ripostes, 1991.
- Acque mobili, Il salice, 1991.
- Ciò che di me rimane, Edizioni Tracce, 2011.